# Sarcină ectopică
Sarcina ectopică, cunoscută și sub numele de eccyesie sau sarcină extrauterină, reprezintă o complicație a sarcinii în care embrionul se atașează în afara uterului.

## Simptome
În mod clasic, simptomele includ durere abdominală și sângerare vaginală. Însă, mai puțin de 50% dintre femei prezintă ambele simptome. Durerea poate fi descrisă ca fiind ascuțită, anostă sau sub formă de crampe. De asemenea, durerea s-ar putea răspândi până la umăr dacă a apărut sângerarea în abdomen. Sângerarea severă poate duce la un ritm cardiac alert, leșin sau șoc. Cu excepția câtorva cazuri rare, fătul nu poate supraviețui.

## Cauze și diagnostic
Factorii de risc pentru sarcina ectopică includ: boala inflamatorie pelviană, adesea cauzată de infecția cu Chlamydia, fumatul tutunului și utilizarea tehnologiei de reproducere asistată. Persoanele care au avut o sarcină ectopică anterioară prezintă un risc mai mare de a avea o alta. Majoritatea sarcinilor ectopice (90%) apar în trompele uterine și sunt cunoscute ca sarcini extrauterine. Implantarea poate apărea și în colul uterin, ovare sau în interiorul abdomenului. Detectarea sarcinii ectopice se face de obicei prin teste sangvine pentru gonadotropina corionică umană (hCG) și prin ultrasunete. Acest lucru poate necesita mai mult de un singur test. Utilizarea ultrasunetelor funcționează mai bine atunci când testul este efectuat în interiorul vaginului. Alte cauze ale simptomelor similare includ: avortul, torsiunea ovariană și apendicita acută.

## Tratament
Prevenția se face prin scăderea factorilor de risc precum infecțiile cu Chlamydia prin screening medical și tratament. În timp ce unele sarcini ectopice se vor rezolva fără tratament, această abordare nu a fost bine studiată din anul 2014. Utilizarea medicamentului metotrexat funcționează la fel de bine ca intervenția chirurgicală în unele cazuri. Mai exact, funcționează bine atunci când nivelul de beta-HCG este scăzut, iar mărimea ectopiei este mică. Intervenția chirurgicală este de obicei recomandată dacă tubul s-a fisurat, dacă există o bătaie a inimii fetale sau dacă semnele vitale ale persoanei sunt instabile. Intervenția chirurgicală poate fi efectuată sub formă laparoscopică sau printr-o incizie mai mare, cunoscută sub numele de laparotomie. Cu ajutorul tratamentului, rezultatele sunt în general bune.

## Epidemiologie și istoric
Rata de sarcini ectopice este de aproximativ 1 sau 2% dintre nașteri în țările dezvoltate, deși s-ar putea apropia de pragul de 4% la persoanele ce utilizează tehnologie de reproducere asistată. Este cea mai comună cauză de deces în timpul primului trimestru aproximativ 10% din totalul sarcinilor. În țările dezvoltate rezultatele s-au îmbunătățit, iar în țările în curs de dezvoltare adesea rămân slabe. Riscul de deces pentru persoanele din țările dezvoltate este între 0,1 și 0,3 puncte procentuale, în timp ce în țările în curs de dezvoltare este între unu și trei puncte procentuale. Prima descriere cunoscută a unei sarcini ectopice este realizată de către Albucasis în secolul al XI-lea.